# Liste der österreichischen Familienminister

## Familienminister der Republik Österreich

### Legende
- Nr.: chronologische Reihenfolge der Bundesminister
- Bundesminister: Name
- Lebensdaten: Geburts- und Sterbedatum mit Ortsangaben
- Partei: politische Herkunft des Bundesministers
  -  SPÖ  Sozialdemokratische Partei Österreichs (1945–1991: Sozialistische Partei Österreichs)
  -  ÖVP   ÖVP  Österreichische Volkspartei
  -  FPÖ  Freiheitliche Partei Österreichs
  -  BZÖ  Bündnis Zukunft Österreich
  -  Unabh.  Unabhängig, Parteilos
- Regierung: die Kabinette (Regierungsmannschaften) mit der jeweiligen Liste der Regierungsmitglieder
- Amtszeit: Dauer der jeweiligen Amtsperiode. In der Ersten Republik sind Zeiten, in denen der zurückgetretene Kanzler mit der Fortführung der Geschäfte betraut wurde, inkludiert; in der Zweiten Republik sind solche Zeiten in Fußnoten eigens ausgewiesen.
- Ministerium: Bezeichnung des Ministeriums

### Liste
Allgemeine Fragen der Familienpolitik wurden erstmals 1966 gesetzlich als Zuständigkeit des Bundeskanzleramtes normiert, ab 1971 war die spätere Familienministerin Elfriede Karl Staatssekretärin im Kanzleramt unter anderem für Familienfragen.
Mit einer Änderung des Bundesministeriengesetzes im Jahre 1979 wurde der Finanzminister neben den Angelegenheiten des Familienlastenausgleiches auch für die der allgemeinen Familienpolitik, insbesondere des Familienpolitischen Beirates und der Familienberatungsförderung, zuständig. In diesem Zusammenhang wechselte Staatssekretärin Karl ins Finanzministerium.
Ein eigenes Familienministerium existiert, von Sinowatz errichtet, seit 1. Januar 1984, und führte die meiste Zeit die Resortbezeichnung Familie und Jugend.
Anfangs mit Konsumentschutzschutz geführt, war es ab 1987 mit Umweltschutz vereint. 1995/96, unter Franz Vranitzky, gab es kurz ein reines Familienministerium, dann kehrte man zur vorherigen Form zurück.
2000–2007 firmierte das Portefeuille durch Wolfgang Schüssel als Generationen, weil die Belange der Senioren und des Generationenausgleichs gestärkt werden sollten, und kam an das Sozialministerium. Alfred Gusenbauer kehrte zur ursprünglichen Bezeichnung zurück und übergab die Angelegenheiten dem Gesundheitsministerium, Werner Faymann 2009 dem Wirtschaftsministerium. 2014 installierte er aber wieder ein reines Familienministerium. Sebastian Kurz holte die Familienangelegenheiten 2018 wieder an das Bundeskanzleramt. 2020–2021 gab es ein Bundesministerium für Arbeit, Familie und Jugend, seit 2021 sind Familie und Jugend wieder im Kanzleramt.
| Zweite Republik (seit 1945) | Zweite Republik (seit 1945)   | Zweite Republik (seit 1945) | Zweite Republik (seit 1945)                                                | Zweite Republik (seit 1945) | Zweite Republik (seit 1945)                  | Zweite Republik (seit 1945) | Zweite Republik (seit 1945)                                                          |
| Nr.                         | Bundesminister                | Bundesminister              | Lebensdaten                                                                | Partei                      | Regierung                                    | Amtszeit | Ministerium                                                                          |
| --------------------------- | ----------------------------- | --------------------------- | -------------------------------------------------------------------------- | --------------------------- | -------------------------------------------- | --- | ------------------------------------------------------------------------------------ |
| 01                          |                               | Elfriede Karl               | * 14. September 1933 in Salzburg                                           | SPÖ                         | Sinowatz                                     | 1. Jänner 1984 – 10. September 1984 | Bundesministerium für Familie, Jugend und Konsumentenschutz                          |
| 02                          |                               | Gertrude Fröhlich-Sandner   | * 25. April 1926 in Wien; † 13. Juni 2008 ebenda                           | SPÖ                         | Sinowatz Vranitzky I                         | 10. September 1984 – 21. Jänner 1987 | Bundesministerium für Familie, Jugend und Konsumentenschutz                          |
| 03                          |                               | Marilies Flemming           | * 16. Dezember 1933 in Wiener Neustadt                                     | ÖVP                         | Vranitzky II Vranitzky III                   | 21. Jänner 1987 – 31. März 1987 | Bundesministerium für Familie, Jugend und Konsumentenschutz                          |
| 03                          | 1. April 1987 – 5. März 1991  | Marilies Flemming           | * 16. Dezember 1933 in Wiener Neustadt                                     | ÖVP                         | Vranitzky II Vranitzky III                   | Bundesministerium für Umwelt, Jugend und Familie |                                                                                      |
| 04                          |                               | Ruth Feldgrill-Zankel       | * 15. September 1942 in Kapfenberg                                         | ÖVP                         | Vranitzky III                                | 5. März 1991 – 25. November 1992 | Bundesministerium für Umwelt, Jugend und Familie                                     |
| 05                          |                               | Maria Rauch-Kallat          | * 31. Jänner 1949 in Wien-Währing                                          | ÖVP                         | Vranitzky III Vranitzky IV                   | 25. November 1992 – 31. Dezember 1994 | Bundesministerium für Umwelt, Jugend und Familie                                     |
| 06                          |                               | Sonja Moser                 | * 23. September 1946 in Innsbruck (1998 Moser-Starrach, 2004 Stiegelbauer) | ÖVP                         | Vranitzky IV                                 | 1. Januar 1995 – 16. Januar 1995 Bundesministerin ohne Portefeuille (ab 29. Nov. 1994), für Jugend und Familie zuständig 16. Jänner 1995 – 12. März 1996                                                                      | Bundeskanzleramt Bundesministerium für Jugend und Familie                            |
| 07                          |                               | Martin Bartenstein          | * 3. Juni 1953 in Graz                                                     | ÖVP                         | Vranitzky V Klima                            | 12. März 1996 – 30. April 1996 | Bundesministerium für Jugend und Familie                                             |
| 07                          | 1. Mai 1996 – 4. Februar 2000 | Martin Bartenstein          | * 3. Juni 1953 in Graz                                                     | ÖVP                         | Vranitzky V Klima                            | Bundesministerium für Umwelt, Jugend und Familie |                                                                                      |
| 08                          |                               | Wilhelm Molterer            | * 14. Mai 1955 in Steyr                                                    | ÖVP                         | Schüssel I                                   | 4. Februar 2000 – 31. März 2000 betraut mit der vorläufigen Leitung | Bundesministerium für Umwelt, Jugend und Familie                                     |
| 09                          |                               | Elisabeth Sickl             | * 13. Jänner 1940 in Wien                                                  | FPÖ                         | Schüssel I                                   | 1. April 2000 – 24. Oktober 2000 | Bundesministerium für soziale Sicherheit und Generationen                            |
| 10                          |                               | Herbert Haupt               | * 28. September 1947 in Seeboden, Kärnten                                  | FPÖ                         | Schüssel I Schüssel II                       | 24. Oktober 2000 – 30. April 2003 | Bundesministerium für soziale Sicherheit und Generationen                            |
| 10                          | 1. Mai 2003 – 25. Jänner 2005 | Herbert Haupt               | * 28. September 1947 in Seeboden, Kärnten                                  | FPÖ                         | Schüssel I Schüssel II                       | Bundesministerium für soziale Sicherheit, Generationen und Konsumentenschutz |                                                                                      |
| 11                          |                               | Ursula Haubner              | * 22. Dezember 1945 in Goisern, Oberösterreich                             | FPÖ , danach BZÖ            | Schüssel II                                  | 26. Jänner 2005 – 11. Jänner 2007 | Bundesministerium für soziale Sicherheit, Generationen und Konsumentenschutz         |
| 12                          |                               | Erwin Buchinger             | * 25. Dezember 1955 in Mauthausen                                          | SPÖ                         | Gusenbauer                                   | 11. Jänner 2007 – 28. Februar 2007 | Bundesministerium für soziale Sicherheit, Generationen und Konsumentenschutz         |
| 13                          |                               | Andrea Kdolsky              | * 2. November 1962 in Wien                                                 | ÖVP                         | Gusenbauer                                   | 1. März 2007 – 2. Dezember 2008 | Bundesministerium für Gesundheit, Familie und Jugend                                 |
| 14                          |                               | Alois Stöger                | * 3. September 1960 in Linz                                                | SPÖ                         | Faymann I                                    | 2. Dezember 2008 – 31. Jänner 2009 | Bundesministerium für Gesundheit, Familie und Jugend                                 |
| 15                          |                               | Reinhold Mitterlehner       | * 10. Dezember 1955 in Helfenberg                                          | ÖVP                         | Faymann I Faymann II                         | 1. Februar 2009 – 28. Februar 2014 | Bundesministerium für Wirtschaft, Familie und Jugend                                 |
| 16                          |                               | Sophie Karmasin             | * 5. Jänner 1967 in Wien                                                   | Unabh. , von ÖVP nominiert  | Faymann II Kern                              | 1. März 2014 – 18. Dezember 2017 | Bundesministerium für Familien und Jugend                                            |
| 17                          |                               | Juliane Bogner-Strauß       | * 3. November 1971 in Wagna                                                | ÖVP                         | Kurz I Löger                                 | 18. Dezember 2017 – 8. Jänner 2018 8. Jänner 2018 – 28. Mai 2019 für Frauen, Familien und Jugend; bis 3. Juni 2019 betraut mit der Fortführung der Verwaltung                                                                 | Bundesministerium für Familien und Jugend ab 8. Jänner 2018 Bundeskanzleramt         |
| 18                          |                               | Brigitte Bierlein           | * 25. Juni 1949 in Wien; † 3. Juni 2024 ebenda                             | Unabh.                      | Bierlein                                     | 3. Juni 2019 – 5. Juni 2019 (interimistisch, als Bundeskanzlerin) | Bundeskanzleramt                                                                     |
| 19                          |                               | Ines Stilling               | * 10. August 1976 in Graz                                                  | Unabh.                      | Bierlein                                     | 5. Juni 2019 – 7. Jänner 2020 betraut mit der Leitung der zum Wirkungsbereich des Bundeskanzleramtes gehörenden Angelegenheiten für Frauen, Familien und Jugend                                                               | Bundeskanzleramt                                                                     |
| 19a                         |                               | Sebastian Kurz              | * 27. August 1986 in Wien                                                  | ÖVP                         | Kurz II                                      | 7. Jänner 2020 – 8. Jänner 2020 (interimistisch, als Bundeskanzler) | Bundeskanzleramt                                                                     |
| 20                          |                               | Christine Aschbacher        | * 10. Juli 1983                                                            | ÖVP                         | Kurz II                                      | 8. Jänner 2020 bis 28. Jänner 2020 mit den Agenden Familien und Jugend betraut (7. Jän. als Bundesministerin ohne Portefeuille angelobt); 29. Jänner 2020 bis 11. Jänner 2021 Bundesministerin für Arbeit, Familie und Jugend | Bundeskanzleramt ab 29. Jänner 2020 Bundesministerium für Arbeit, Familie und Jugend |
| 21                          |                               | Martin Kocher               | * 13. September 1973                                                       | Unabh. , von ÖVP nominiert  | Kurz II                                      | 11. Jänner 2021 bis 31. Jänner 2021 Bundesminister für Arbeit, Familie und Jugend | Bundesministerium für Arbeit, Familie und Jugend                                     |
| 22                          |                               | Susanne Raab                | * 20. Oktober 1984                                                         | ÖVP                         | Kurz II, Schallenberg, Nehammer Schallenberg | ab 1. Februar 2021 Kanzleramtsministerin für Frauen, Familie, Jugend und Integration 5. Jänner 2022 bis 3. März 2025 Kanzleramtsministerin für Frauen, Familie, Integration und Medien                                        | Bundeskanzleramt                                                                     |
| 22a                         |                               | Christian Stocker           | * 20. März 1960 in Wiener Neustadt                                         | ÖVP                         | Stocker                                      | 3. März 2025 – 8. April 2025 (interimistisch, als Bundeskanzler) | Bundeskanzleramt                                                                     |
| 23                          |                               | Claudia Plakolm             | * 10. Dezember 1994 in Linz                                                | ÖVP                         | Stocker                                      | ab 9. April 2025 Kanzleramtsministerin für Europa, Integration und Familie | Bundeskanzleramt                                                                     |
| Nr.                         | Bundesminister                | Bundesminister              | Lebensdaten                                                                | Partei                      | Regierung                                    | Amtszeit | Ministerium                                                                          |